# 漫展

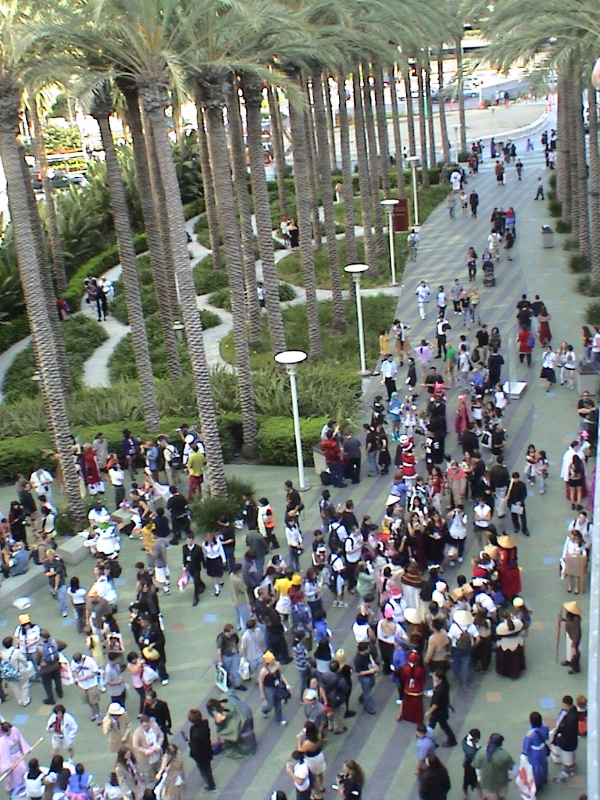
Anime Expo2004在展場外的景像

漫展（英語：Anime convention）是以动画、漫画为主题的活动。

## 举办时间
漫展通常会选择在节假日、休息日举办，以吸引更多参展者。一般而言，漫展的会期长达数天，会场一般设在展览馆、酒店和校园等地。

## 内容

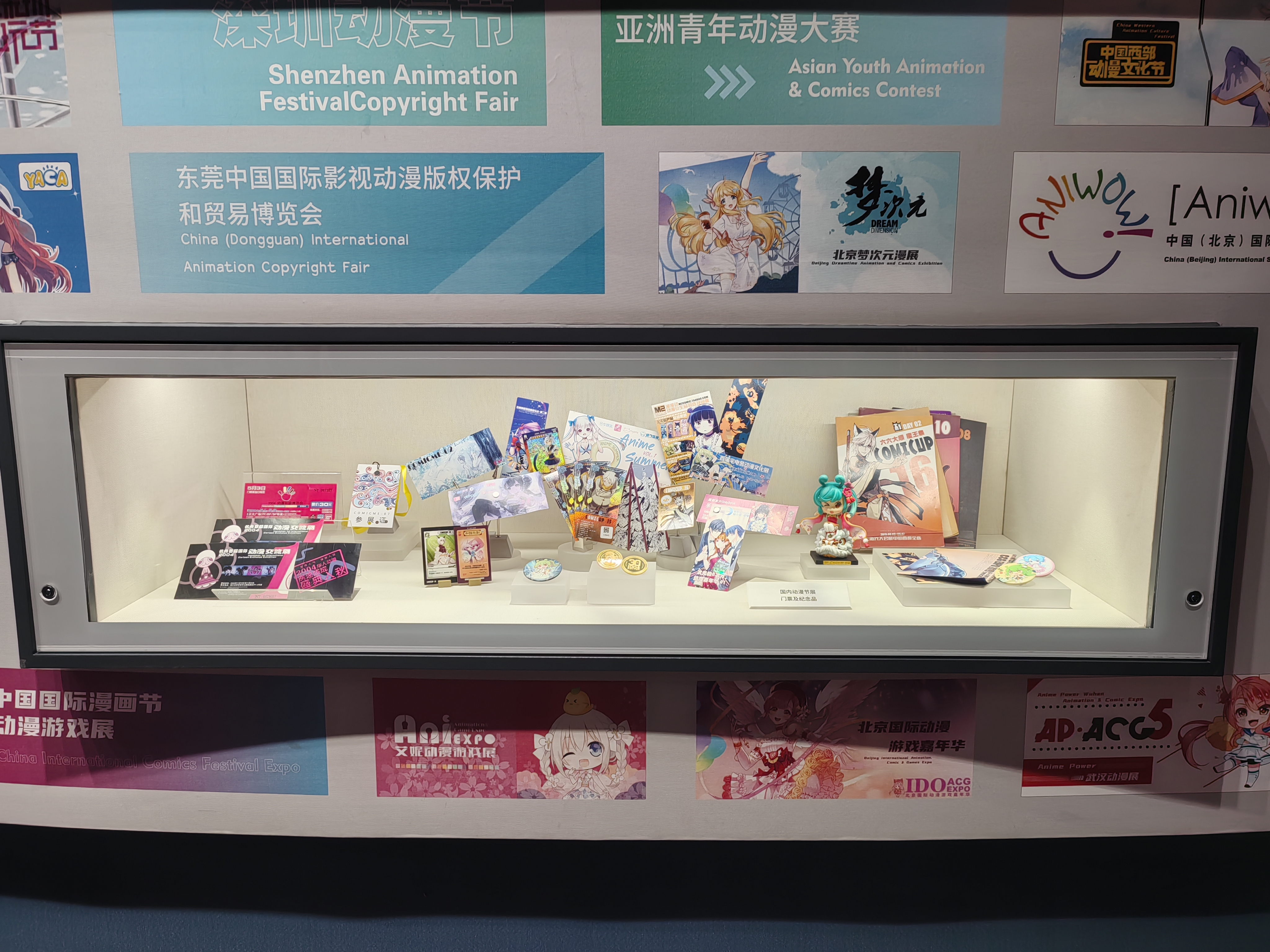
中国动漫博物馆藏漫展門票及紀念品

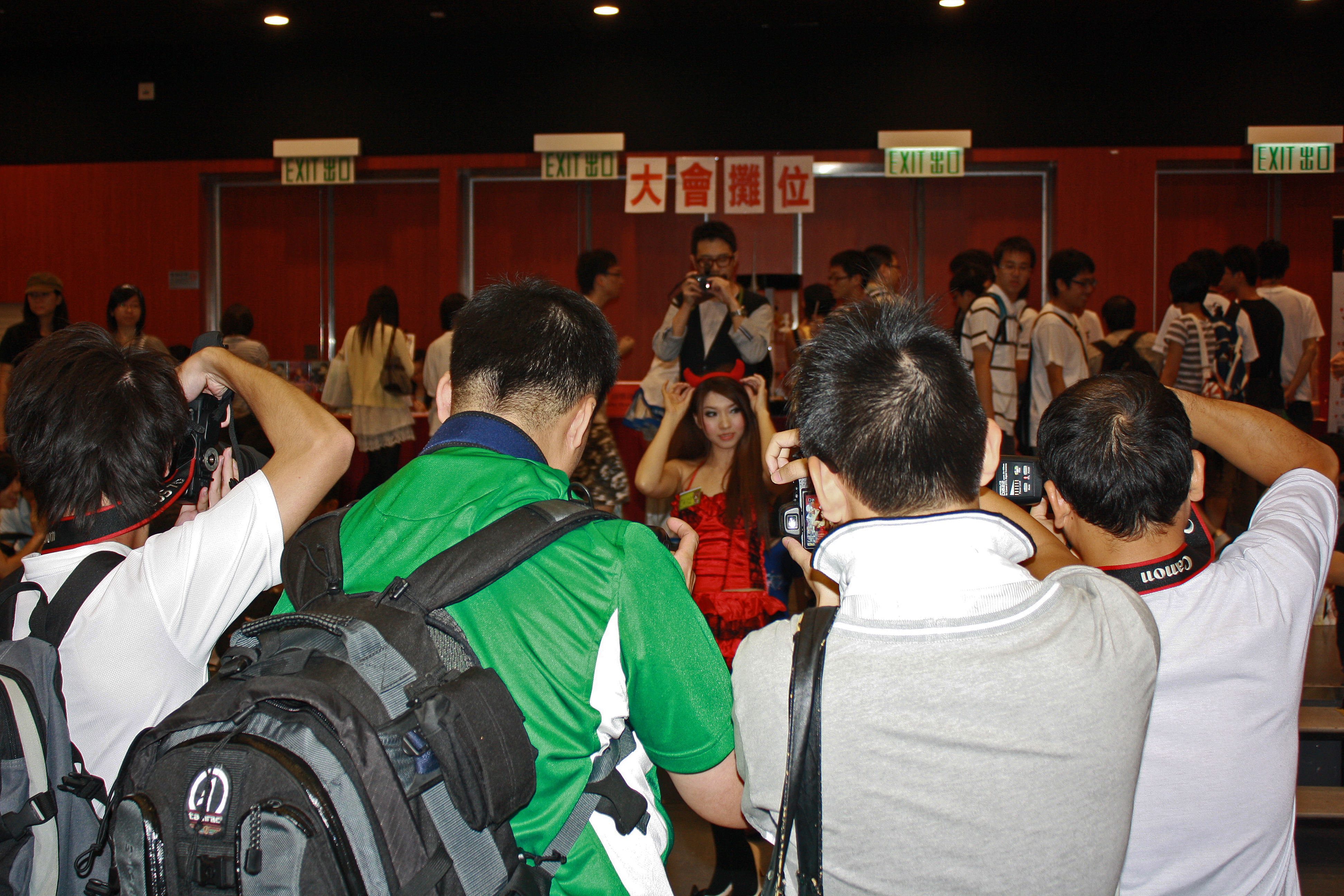
摄影师在漫展上拍摄Cosplayer

漫展的主要参与者为coser和游客以及摄影，是众多动漫爱好者的聚集地，在漫展上可以尽情地展现自己，扮演自己喜欢的角色，结交更多志同道合的朋友。

### Cosplay
漫展會有許多的Cosplayer（角色扮演者，一般称为coser）參與，扮演漫画、动画、游戏、轻小说（ACGN）的各个角色。随着迷因文化的传播，针对一些迷因的扮演行为也出现在漫展上。

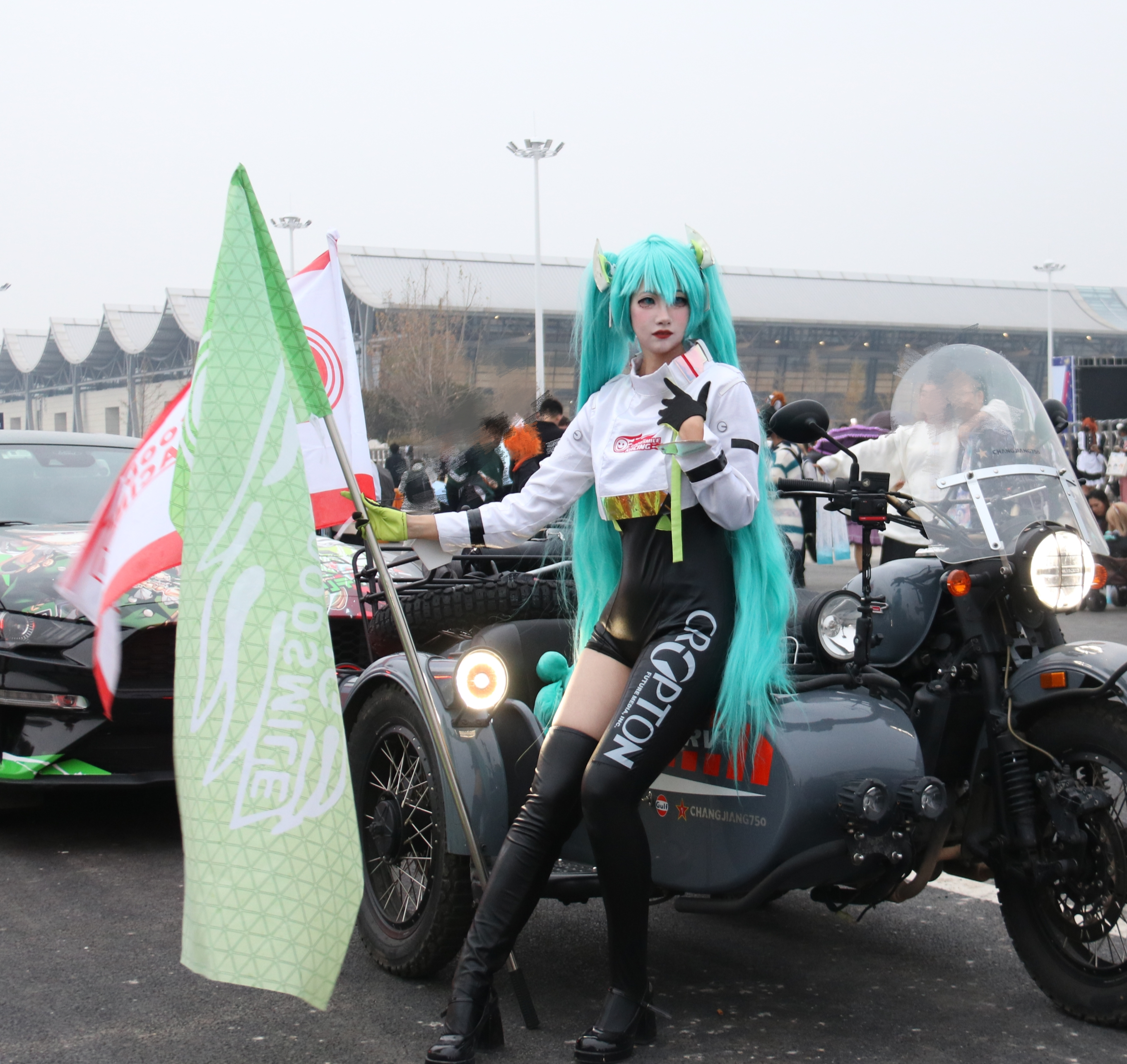
漫展上的coser
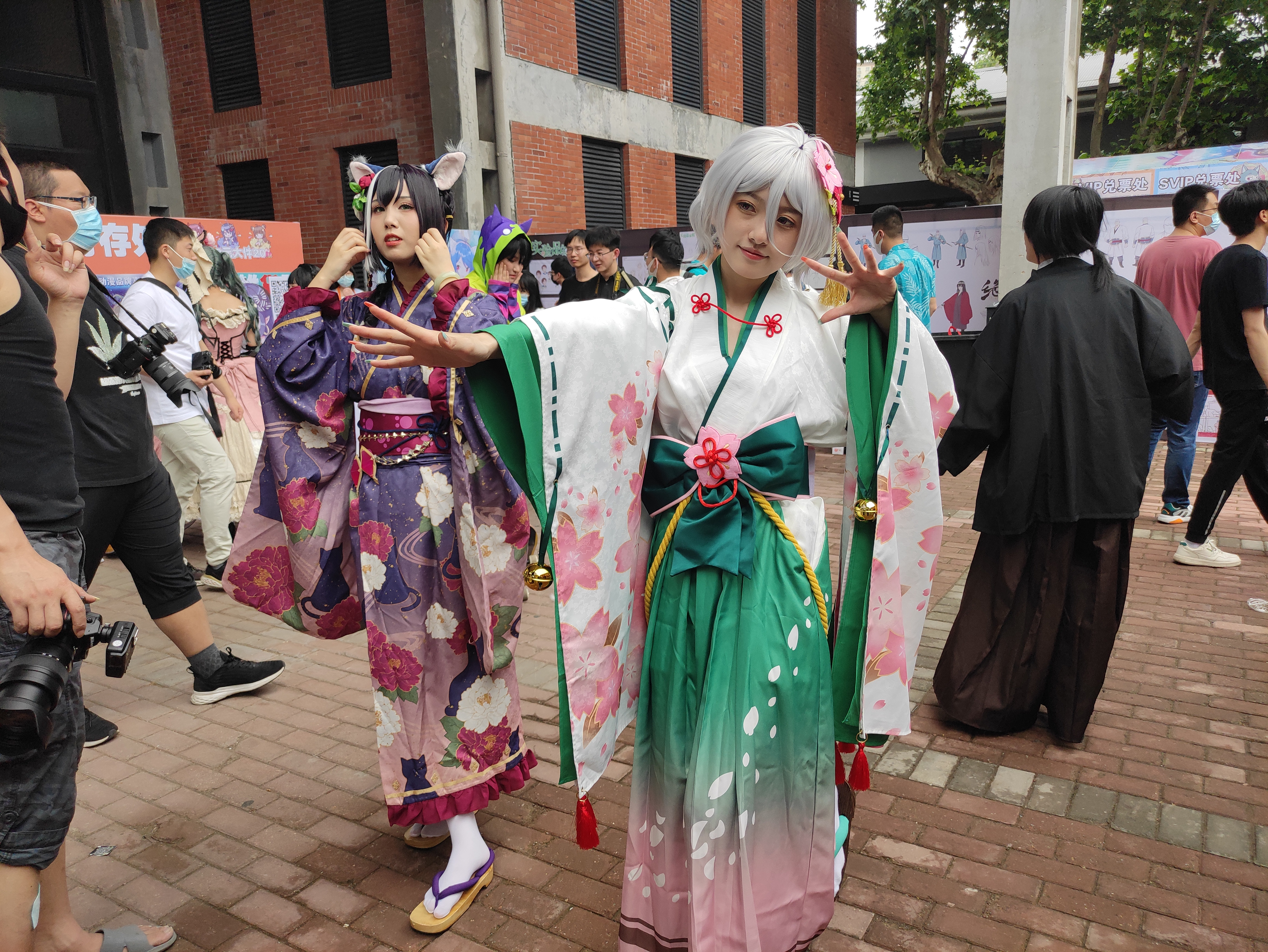
在漫展上扮演游戏角色的coser
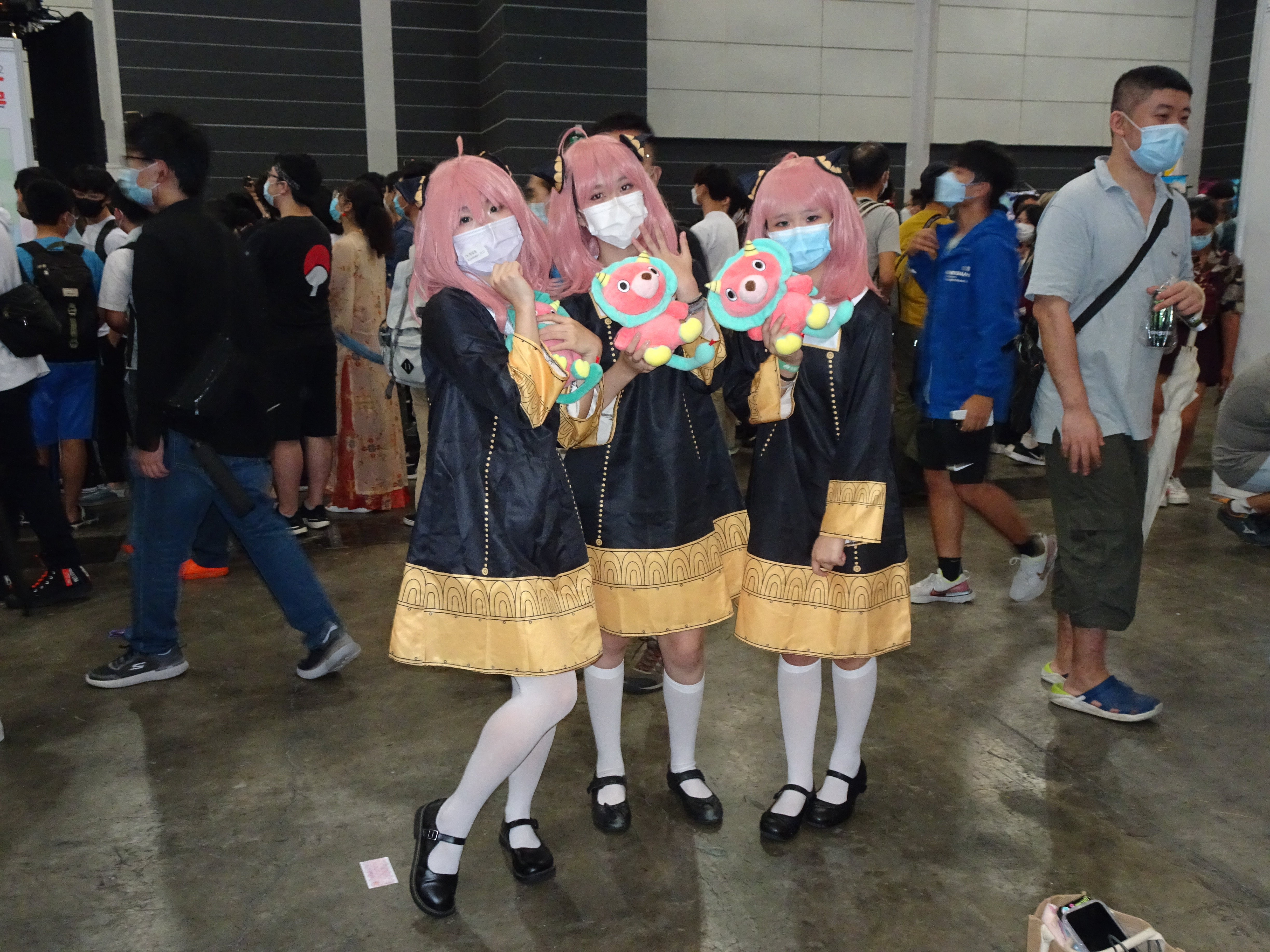
在漫展上扮演动漫角色的coser
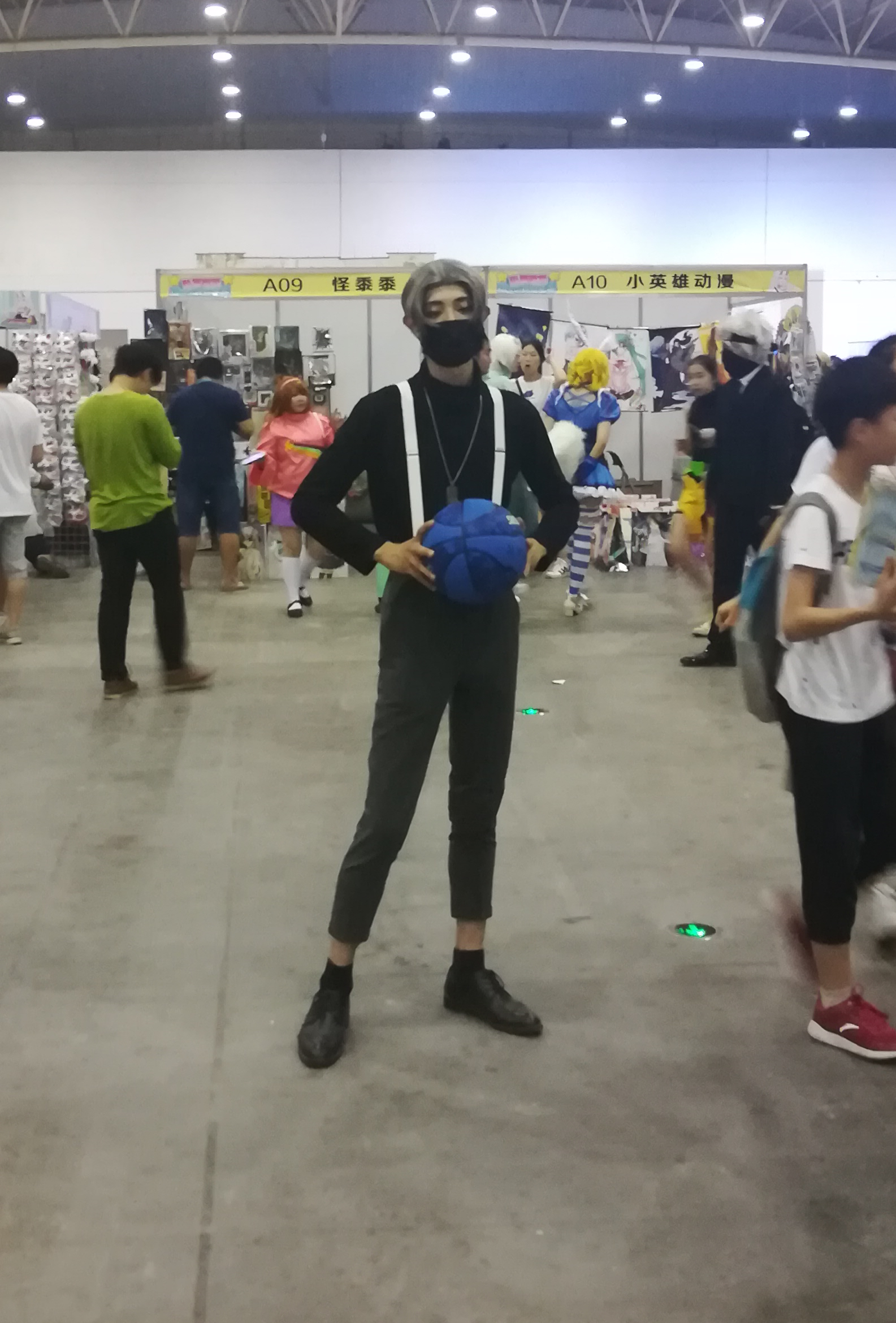
在漫展上戏仿迷因

### 舞台活动
漫展一般会设立舞台，供表演节目、自由演出使用。有时亦会有动画主题曲歌手到场演唱，带动现场气氛。

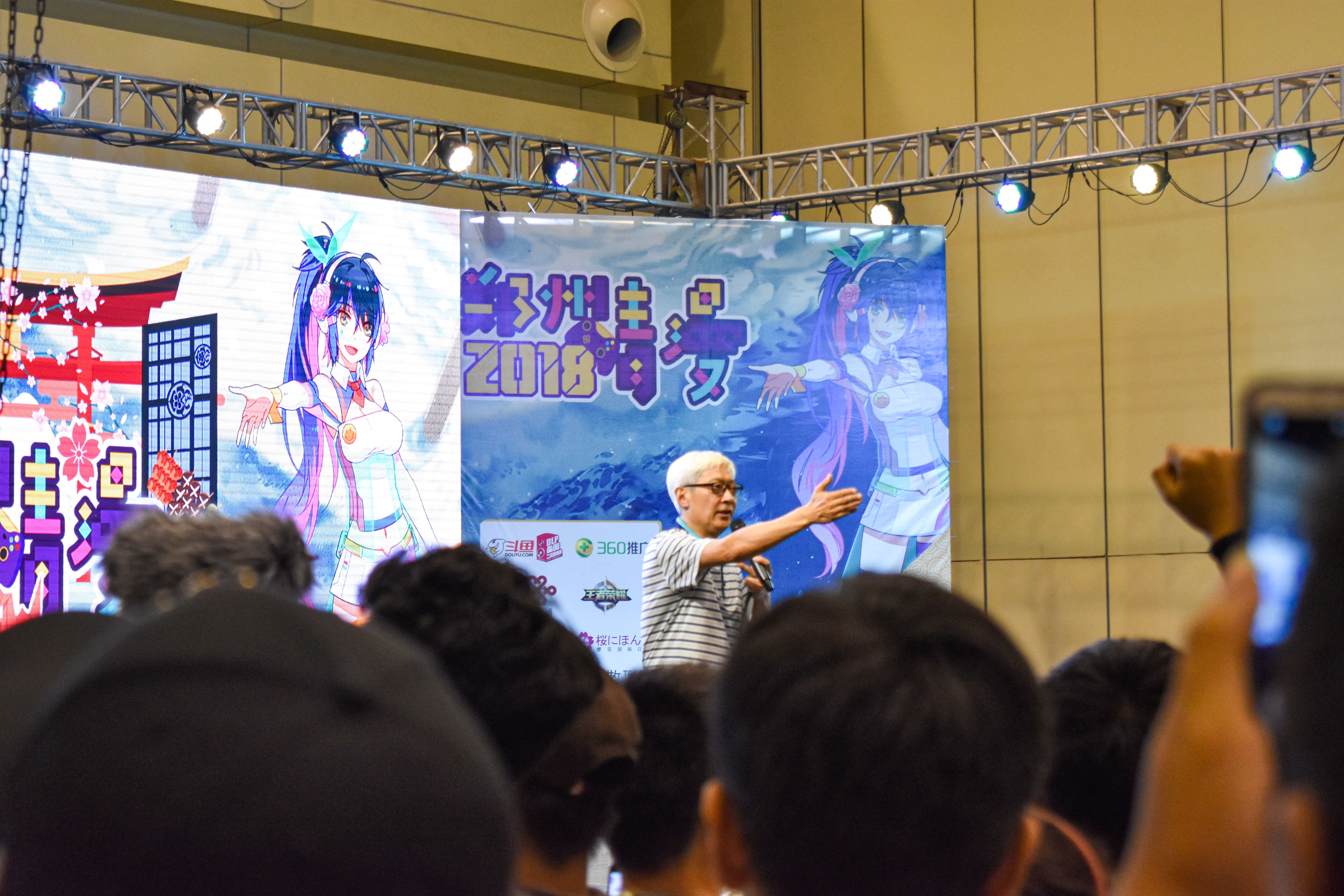
漫展上的舞台活动
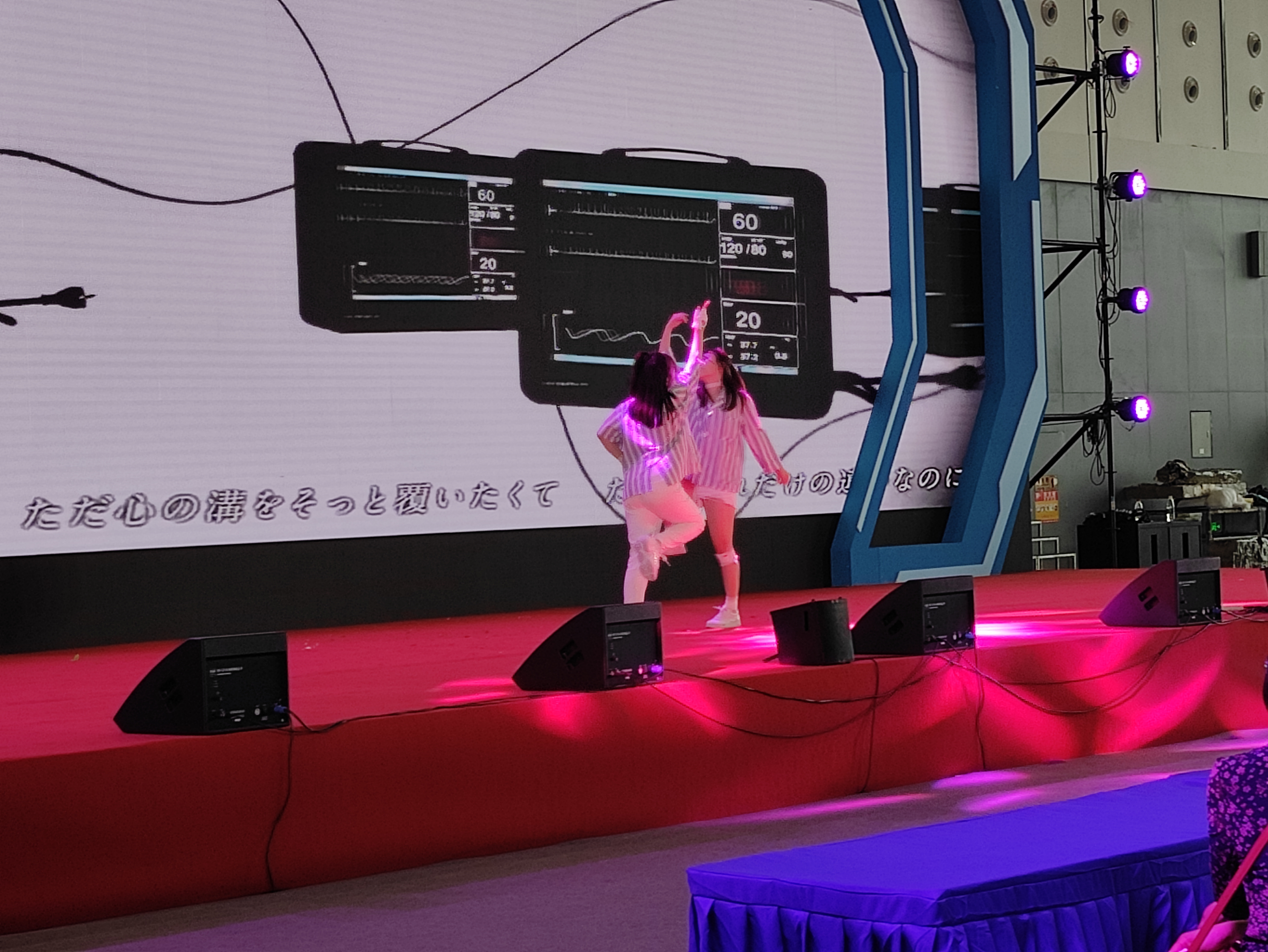
在舞台上表演舞蹈
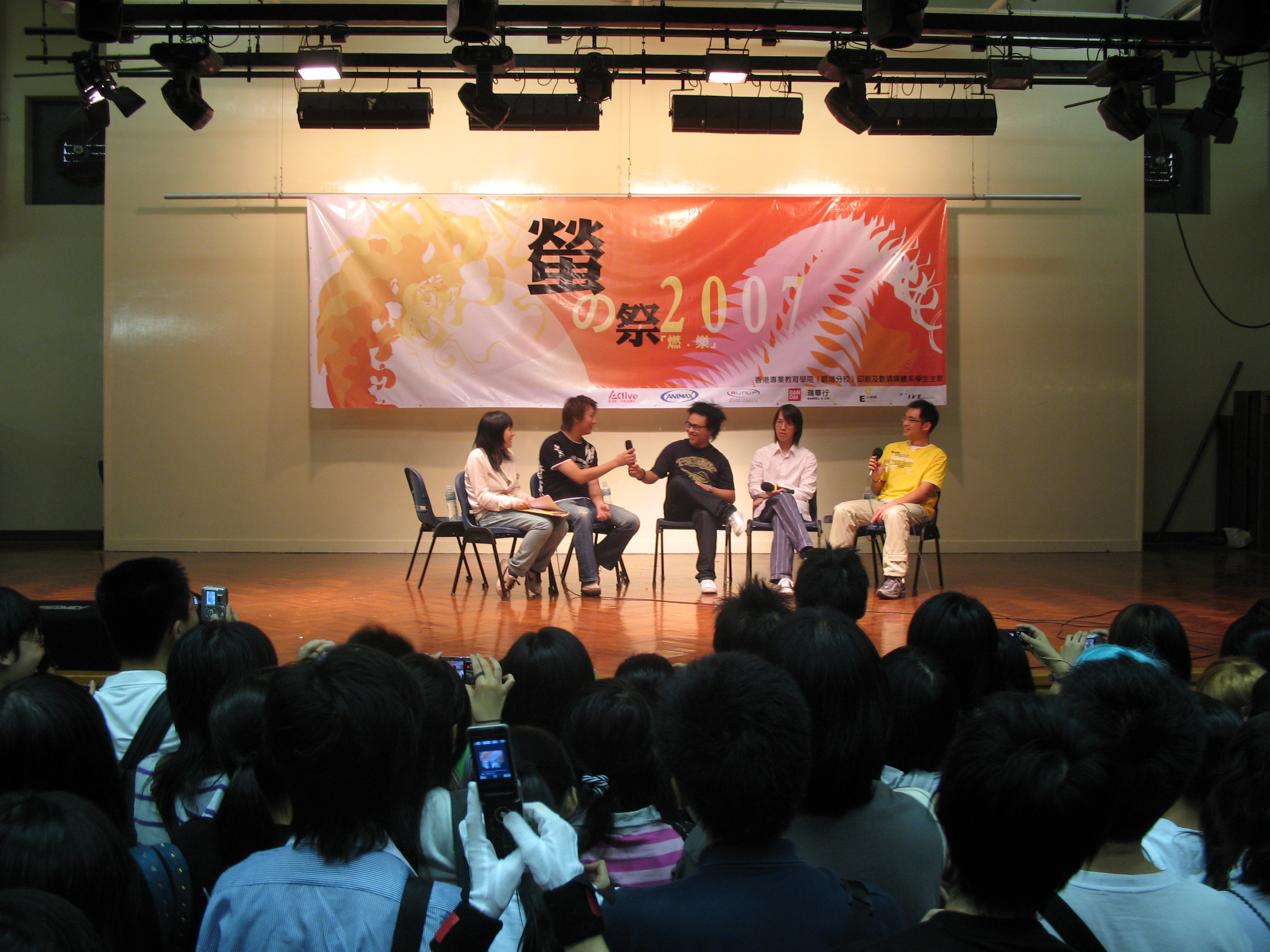
配音演员在舞台上
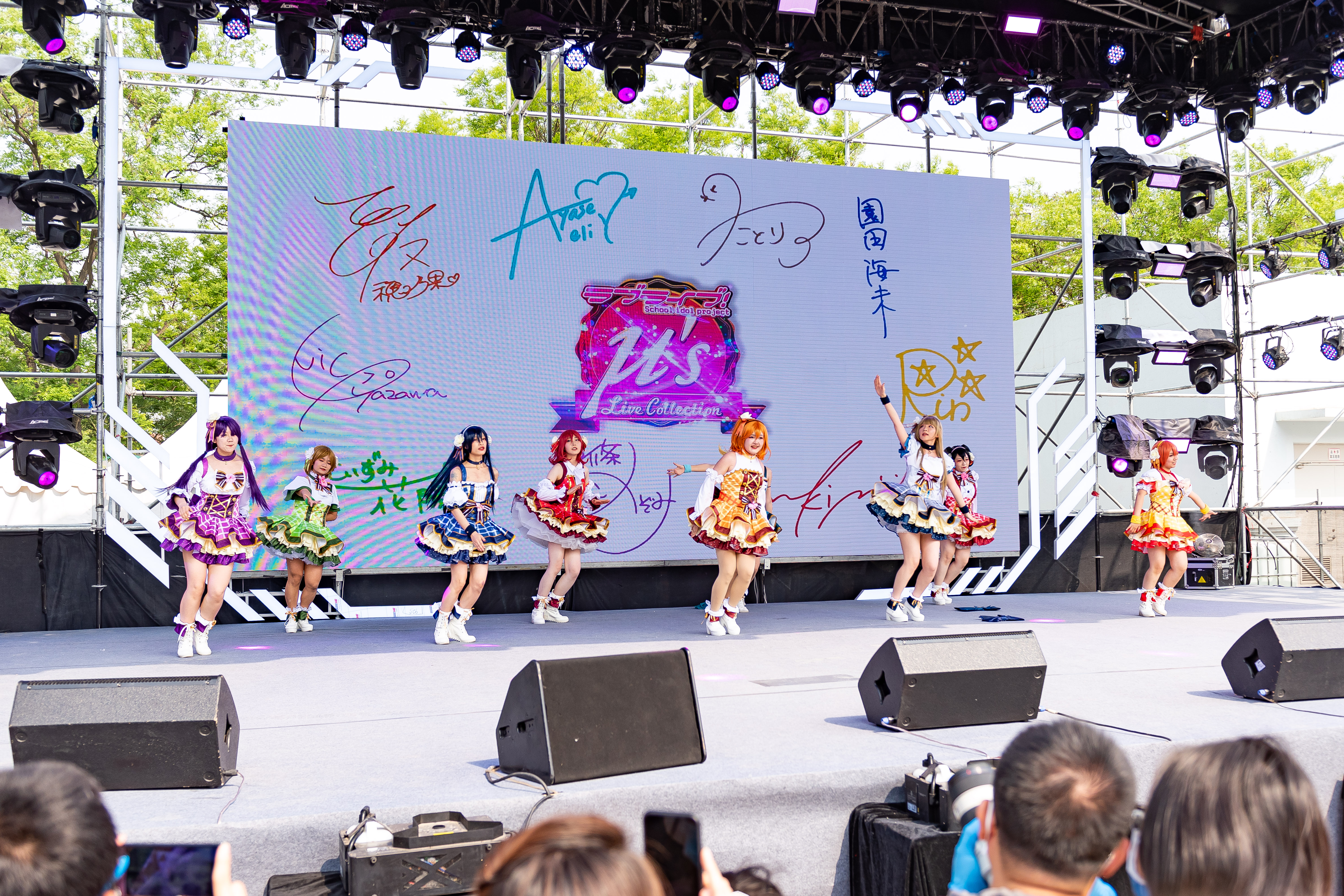
漫展舞台上的舞蹈表演

### 签售
一些能够邀请到知名人物的漫展还会设立签售处，需要签售的游客可以在签售处获取该知名人物的签售周边。

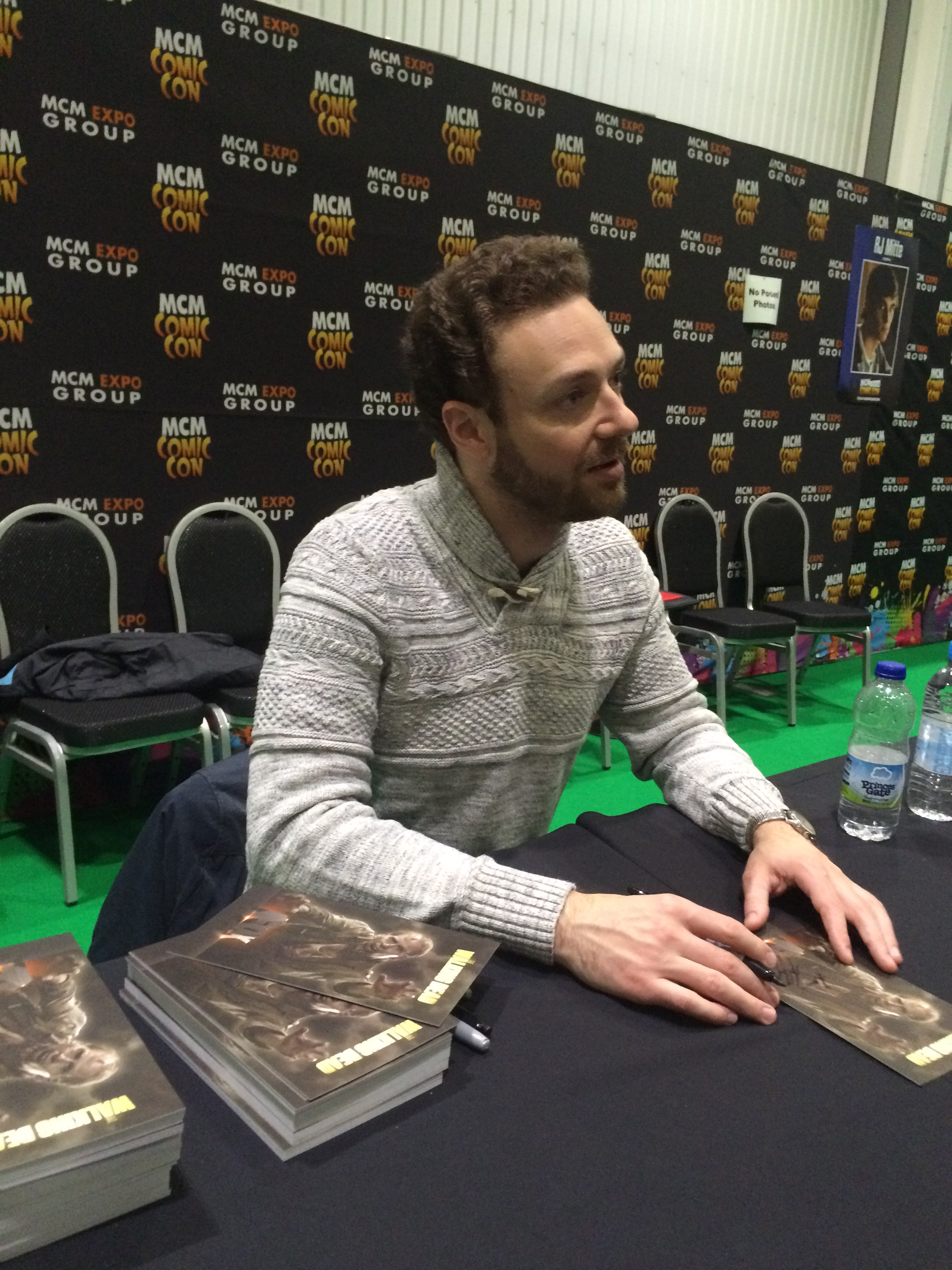
在漫展上的签售活动
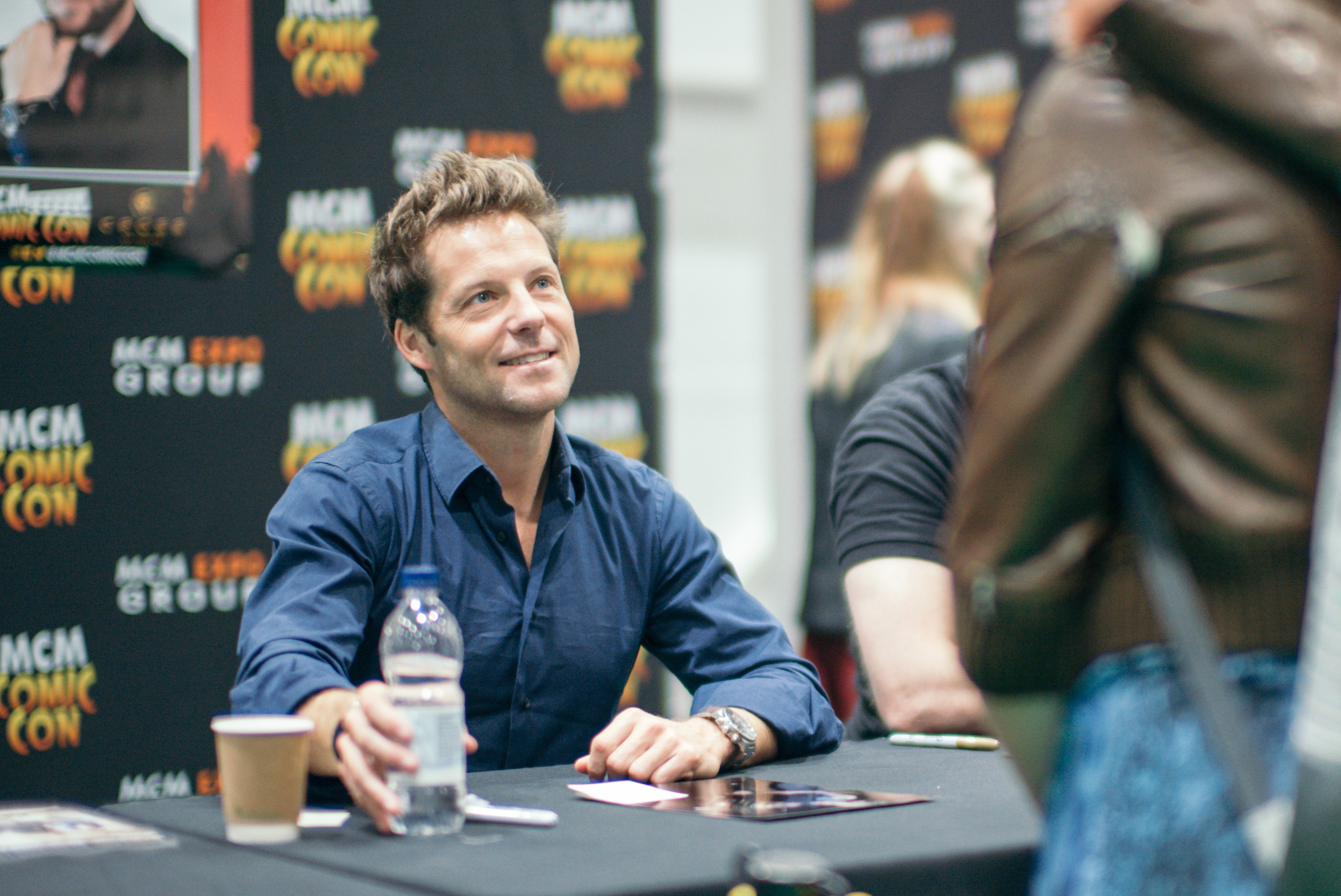
在漫展上的签售活动

### 摊位
漫展上一般能看到一些摊位。这些摊位有的是店家出于盈利目的贩售与ACGN有关的周边产品，也有的是同人爱好者提供有关某个ACGN作品的相关周边。亦有摊位出售食品、饮品的。漫展在动画及漫画產業中扮演火車頭的角色，其中會有許多工作室、出版商及分銷商推出相關的產品。

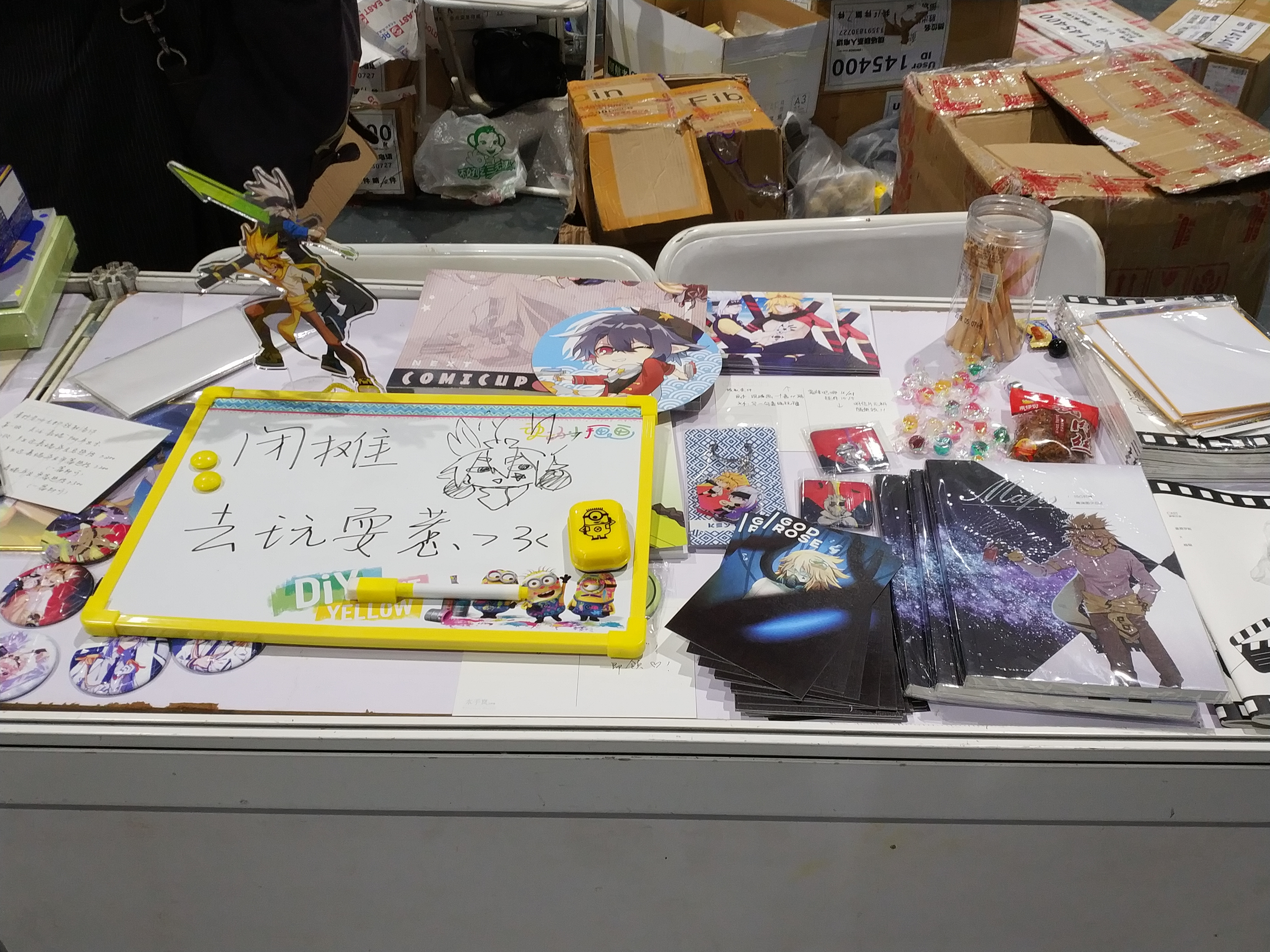
同人区摊位
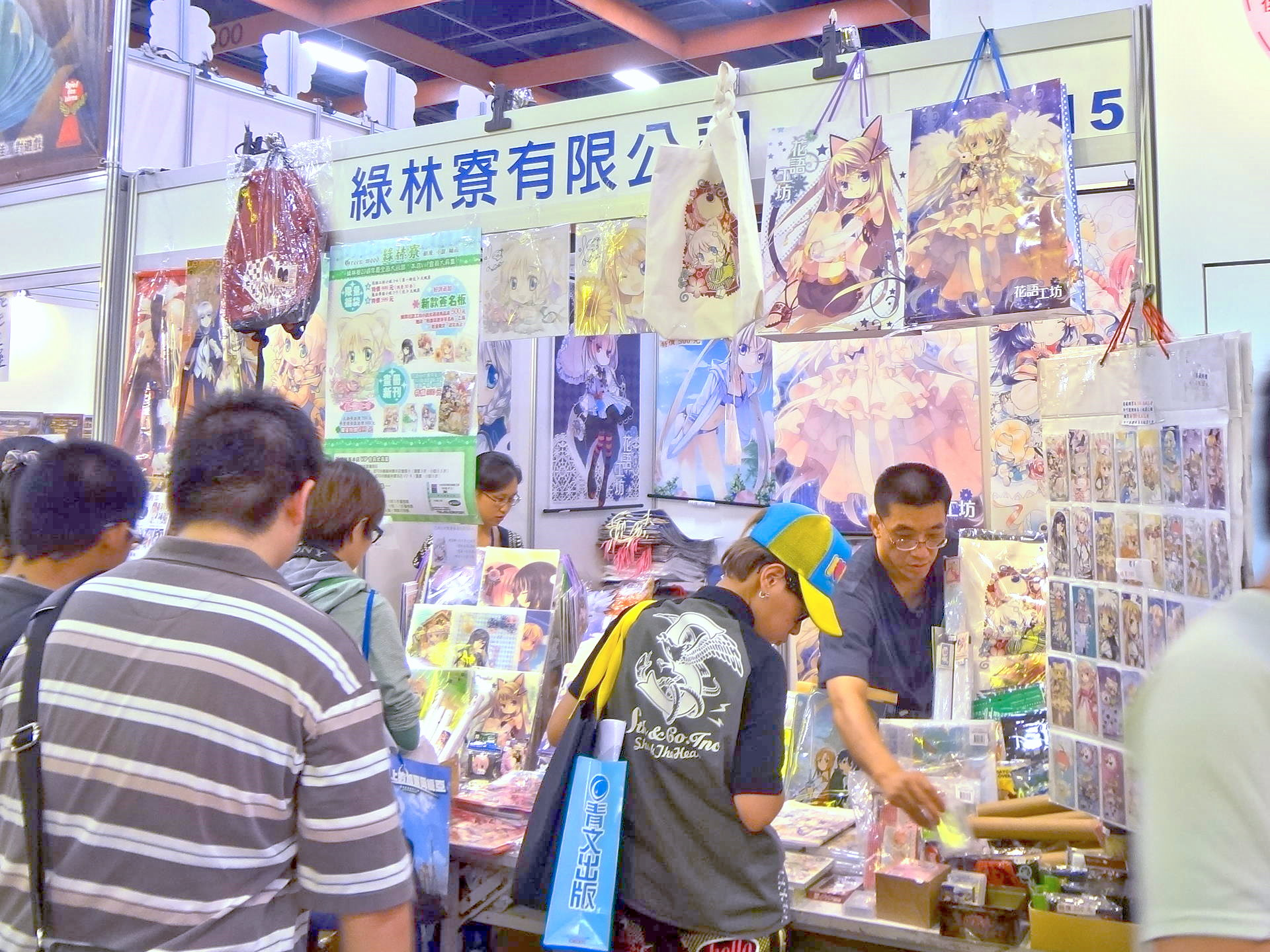
店家摊位
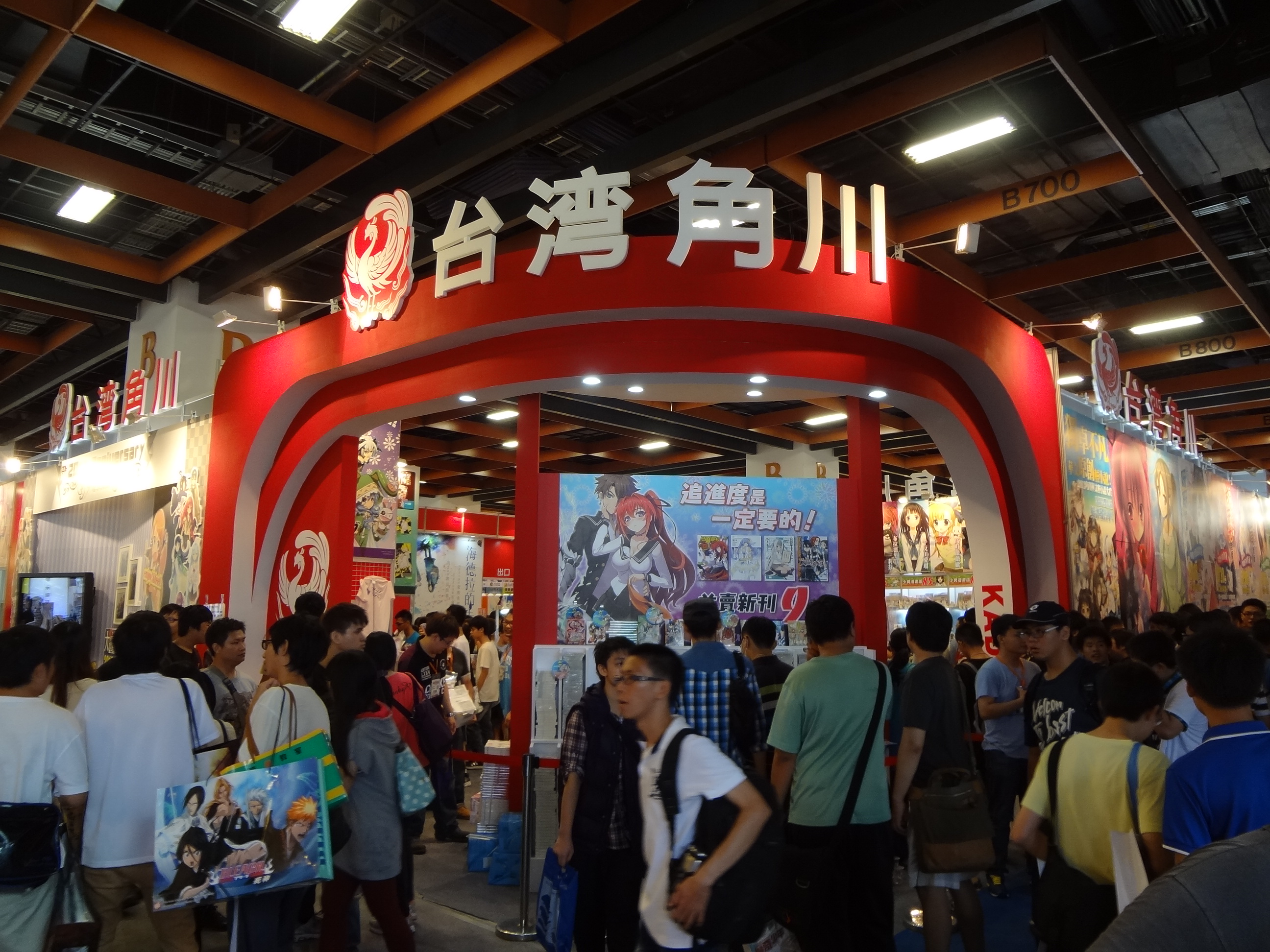
出版商设立的销售区
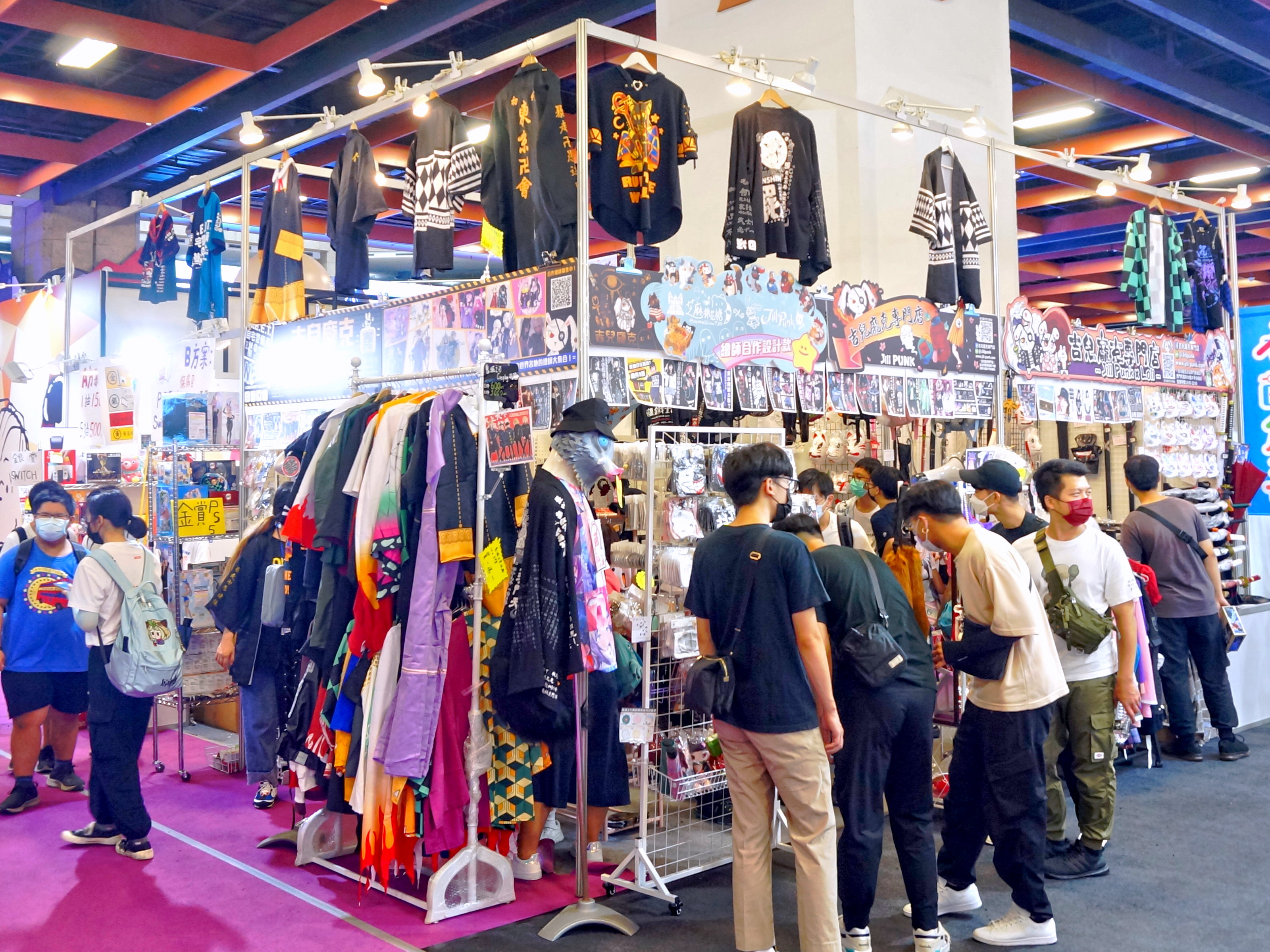
店家摊位

### 涂鸦墙
一些漫展会在展厅内设置涂鸦墙、留言墙，可以使用马克笔在展板上涂鸦。

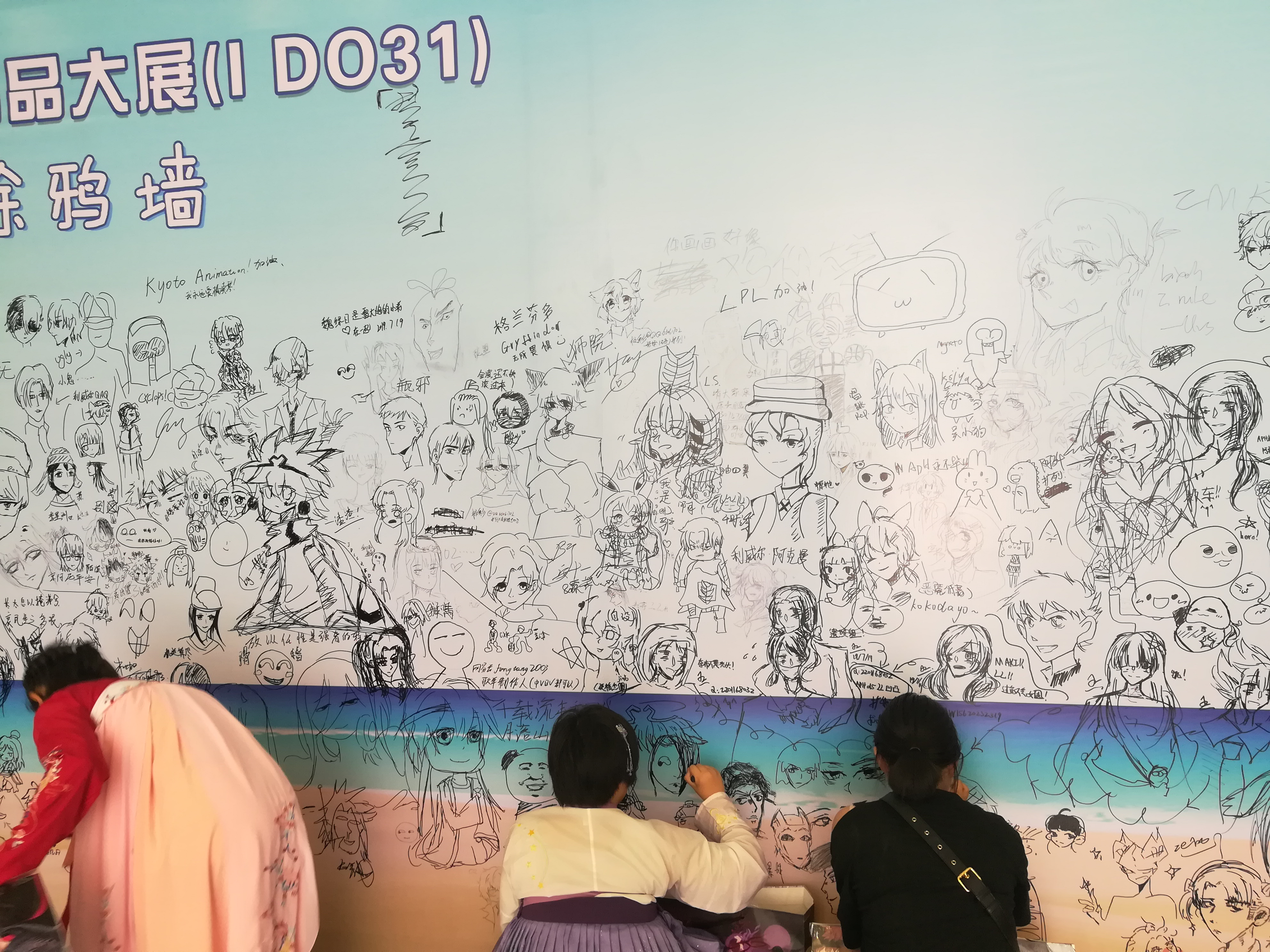
漫展上的涂鸦墙

### 其他
一些动漫游戏展还会准备手游、主机游戏等电子竞技游戏项目。亦有漫展会进行“枕头大战”“波波池”等娱乐项目、场所。

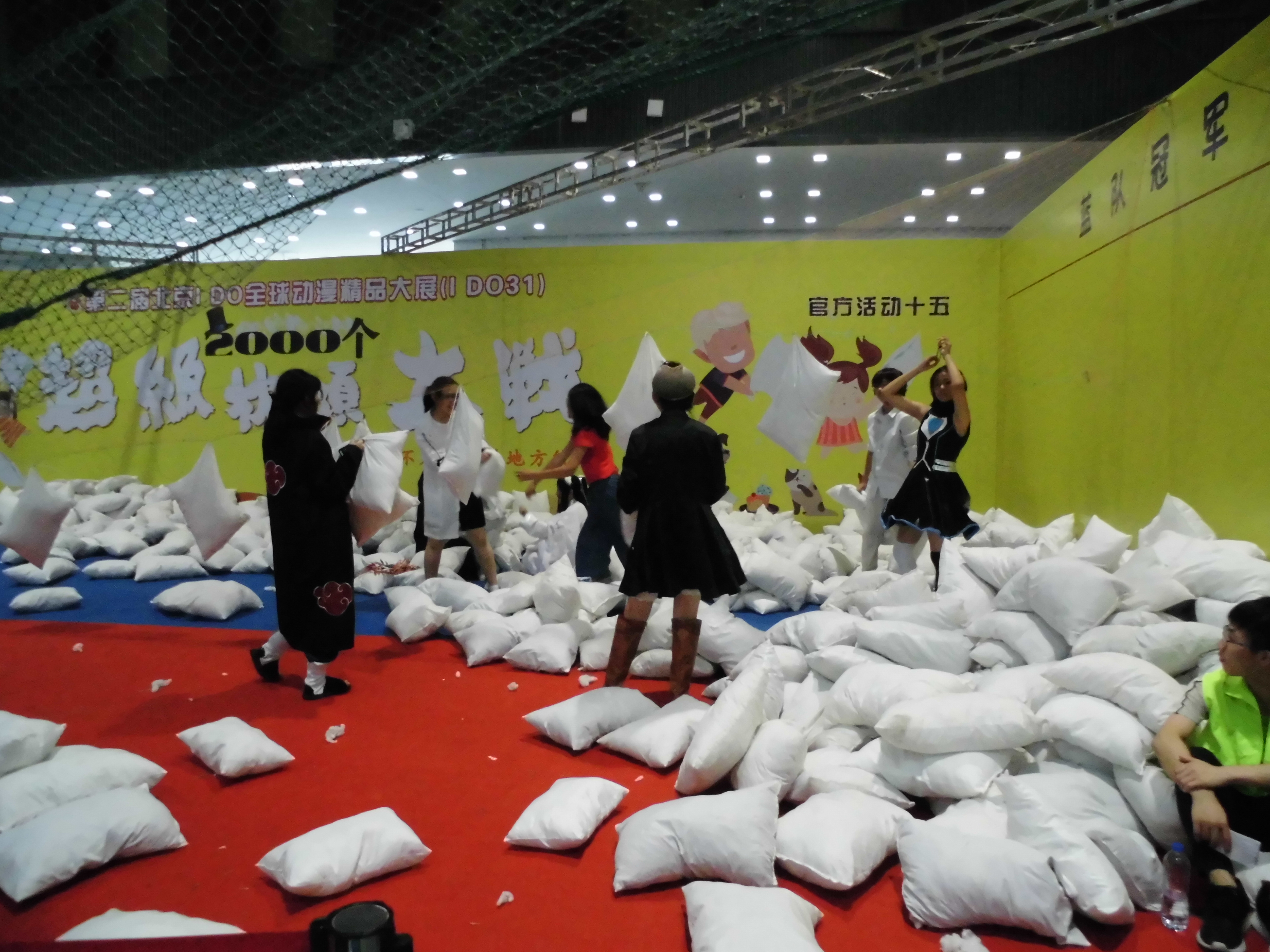
在漫展上进行的枕头大战